# Главный экономист Всемирного банка
Главный экономист Всемирного банка (англ. World Bank Chief Economist) — должность в системе Всемирного банка; одновременно главный экономист является первым вице-президентом банка. Главный экономист разрабатывает общую стратегию развития и программу научно-исследовательской работы банка; является советником президента и правления банка по экономическим вопросам.

## Список главных экономистов
- Холлис Чинери (1972—1982)
- Э. Крюгер (1982—1986)
- С. Фишер (1988—1990)
- Л. Саммерс (1991—1993)
- М. Бруно (1993—1996)
- Дж. Стиглиц (1997—2000)
- Н. Стерн (2000—2003)
- Франсуа Бургиньон[англ.] (2003—2007)
- Дж. Линь Ифу (июнь 2008 — июнь 2012)
- Каушик Басу (октябрь 2012 — октябрь 2016)
- Пол Ромер (октябрь 2016 — январь 2018)
- Шанта Девараян[англ.] (январь — ноябрь 2018)
- Пинелопи Куяну-Голдберг (ноябрь 2018 — февраль 2020)
- Кармен Рейнхарт (июнь 2020 — июнь 2022)
- Индермит Гилл[англ.] (с сентября 2022)